# برناردو برتولوتشي
برناردو برتولوتشي (بالإنجليزية: Bernardo Bertolucci)‏ (16 مارس 1941 – 22 نوفمبر 2018) هو مخرج أفلام وكاتب سيناريو إيطالي، مع مسيرة مهنية امتدت 50 عامًا يعتبر أحد أعظم المخرجين في السينما الإيطالية، وقد حققت أعمال برتولوتشي شهرة عالمية. ومن أبرز أفلامه الملتزم، التانجو الأخير في باريس، 1900، الإمبراطور الأخير، السماء الواقية، الحالمون. حصل فيلم برناردو الإمبراطور الأخير الذي عرض في عام 1987 على 9 جوائز أوسكار. وتقديرًا لمجمل أعماله كُرم بجائزة فخرية في حفل افتتاح مهرجان كان السينمائي لعام 2011.

## السيرة الذاتية

### نشأته
ولد برتولوتشي في مدينة بارما الإيطالية، في مقاطعة إميليا رومانا. هو الابن البكر لنينيتا (جيوفاناردي)، التي كانت معلمة وأتيليو برتولوتشي الذي كان شاعرا ومؤرخا معروفا للفن وقاصا وناقدا أدبيا.
ولدت أمه في أستراليا، لأب إيطالي وأم إيرلندية. نظرا لنشأته في بيئة فنية، بدأ برتولوتشي الكتابة في جيل الخامسة عشر، وسرعان ما حاز على عدد من الجوائز الأدبية المعتبرة ومن ضمنها جائزة Premio Viareggio' عن كتابه الأول. خلفية والده ساعدته في دخول عالم السينما: فقد ساعد والده السينمائي الإيطالي بيير باولو بازوليني بنشر أولى رواياته، ورد بازوليني الجميل بتشغيله برتولوتشي مساعدا أولا في فيلم أكاتوني
كان لبرتولوتشي أخا واحدا، المخرج والكاتب المسرحي جوزيبيه. وابن عمه كان منتج الأفلام جيوفاني برتولوتشي، الذي عمل معه على العديد من ألأفلام.

### بدايته مع بازوليني
في البداية كانت غاية برتولوتشي أن يكون شاعرا كأبيه. ولتحقيق غابته تلك درس في كلية الأدب الحديث في جامعة روما بين الأعوام 1958 وحتى 1961، حيث بدأ مهنته السينمائية مساعد مخرج لبازوليني وبعد ذلك بفترة وجيزة، ترك برتولوتشي الجامعة دون الحصول على الشهادة.
عام 1962، في عمر 22 عاما، أخرج فيلمه الروائي الطويل الأول، عن سيناريو من تأليف بازوليني، كان بعنوان الموت.

## الجوائز
- 1988: جائزة الأوسكار لأفضل مخرج
- 1988: جائزة الأوسكار لأفضل كتابة
- 1988: جائزة نقابة المخرجين الأمريكيين

## قائمة الأفلام
- 1970: الملتزم
- 1972: التانغو الأخير في باريس
- 1987: الإمبراطور الأخير
- 1990: السماء الواقية
- 1993: بوذا الصغير

## وصلات خارجية
- Jeremy Isaacs, "Face to Face: Bernardo Bertolucci", BBC interview, September 1989
- Roger Ebert, review, The Last Emperor, Chicago Sun-Times, December 9, 1987
- برناردو برتولوتشي على موقع IMDb (الإنجليزية)
- برناردو برتولوتشي على موقع ميتاكريتيك (الإنجليزية)
- برناردو برتولوتشي على موقع الموسوعة البريطانية (الإنجليزية)
- برناردو برتولوتشي على موقع روتن توميتوز (الإنجليزية)
- برناردو برتولوتشي على موقع مونزينجر (الألمانية)
- برناردو برتولوتشي على موقع قاعدة بيانات الأفلام العربية
- برناردو برتولوتشي على موقع ألو سيني (الفرنسية)
- برناردو برتولوتشي على موقع ميوزك برينز (الإنجليزية)
- برناردو برتولوتشي على موقع تيرنر كلاسيك موفيز (الإنجليزية)
- برناردو برتولوتشي على موقع أول موفي (الإنجليزية)